# Ophiomyia spicatae
Ophiomyia spicatae är en tvåvingeart som beskrevs av Spencer 1963. Ophiomyia spicatae ingår i släktet Ophiomyia och familjen minerarflugor. Inga underarter finns listade i Catalogue of Life.